# Joachim III Frédéric de Brandebourg
Joachim III Frédéric (en allemand : Joachim Friedrich), né le 27 janvier 1546 à Cölln et décédé le 18 juillet 1608 à Köpenick, est un prince de la maison de Hohenzollern, fils de l'électeur Jean II Georges de Brandebourg et de Sophie de Legnica. Administrateur luthérien de l'archevêché de Magdebourg durant le règne de son père, il fut électeur de Brandebourg de 1598 jusqu'à sa mort. À partir de 1603, il a égelement été régent du duché de Prusse.

## Famille
Il est le fils ainé de Jean II Georges (1525-1598), électeur de Brandebourg à partir de 1571, et de sa première épouse Sophie (1525-1546), fille du duc Frédéric II de Legnica. Sa mère mourut peu de jours après sa naissance.

## Biographie
En 1566, il devint administrateur luthérien de l'archevêché de Magdebourg. C'est en tant que tel qu'il a signé la Formule de Concorde, la charte des Églises évangéliques luthériennes rédigée en 1577 à l'instigation de l'électeur Auguste de Saxe, ainsi que le Livre de Concorde en 1580. Néanmoins il n'a reçu aucune reconnaissance de la part du pape, ni une concession en tant que fief impérial. De plus, les princes catholiques lui ont refusé le droit de siéger à la diète d'Empire.
Joachim Frédéric succède ainsi à son père à l'âge de 52 ans. Il a fondé la première verrerie du Brandebourg à Joachimsthal, où des artisans de Bohême vinrent travailler. Il fit reconstruire le château de Driesen dans la Nouvelle-Marche pour le transformer en forteresse. En 1603, il fit percer le canal de Finow reliant l'Oder et la Havel. Adoptant les plans des écoles de Saxe, Joachim III Frédéric fit construire le lycée de Joachimsthal.
Après la mort de Georges-Frédéric Ier de Brandebourg-Ansbach, le 25 avril 1603, il héritait du duché de Krnov (Jägerndorf) en Silésie ; en 1606, il le léguait à son fils Jean-Georges. Son cousin Albert-Frédéric de Prusse étant atteint d'une aliénation mentale, Joachim III Frédéric de Brandebourg devint régent du duché de Prusse en 1603. 
Joachim-Frédéric décéda d'une embolie cérébrale sur la route de Storkow à Berlin.
Le grand monument érigé à sa mémoire dans l'allée de la Victoire à Berlin fut détruit lors de la Seconde Guerre mondiale. Un nouveau monument fut construit sur la place Joachim III Frédéric de Brandebourg (Joachimsplatz), le 28 mai 2006.

## Mariage et descendance
En 1570, il épousa Catherine de Brandebourg-Küstrin (1549 – 1602), fille de Jean Ier de Brandebourg-Küstrin et Catherine de Brunswick-Wolfenbüttel.
Onze enfants sont nés de cette union :
- Jean III Sigismond de Brandebourg, électeur de Brandebourg ; il épouse Anne de Prusse, fille du duc Albert-Frédéric de Prusse ;
- Anne-Catherine de Brandebourg (1575 – 1612), le 27 novembre 1597, elle épousa le roi de Danemark et Norvège Christian IV (1577 – 1648) ;
- Jean-Georges de Brandebourg (1577 – 1624), duc de Jägerndorf, en 1610, il épousa Ève de Wurtemberg (morte en 1657), fille du duc Ferdinand Ier de Wurtemberg (cinq enfants) ;
- Auguste de Brandebourg (1580 – 1601) ;
- Albert-Frédéric de Brandebourg (de) (1582 – 1600) ;
- Joachim de Brandebourg (de) (1583 – 1600) ;
- Ernest de Brandebourg (de) (1583 – 1613) ;
- Barbara-Sophie de Brandebourg (1584 – 1636), en 1609, elle épousa le duc Jean-Frédéric de Wurtemberg (1582 – 1628) ;
- Christian-Guillaume de Brandebourg (1587 – 1665).

Veuf, Joachim III Frédéric de Brandebourg épousa Éléonore de Prusse (1583  –1607), fille du duc Albert-Frédéric de Prusse. C'est la sœur cadette de Anne de Prusse, qui a épousé son fils Jean III Sigismond de Brandebourg.
Un enfant est né de cette union :
- Marie-Éléonore de Brandebourg (de) (1607 – 1675), en 1631, elle épousa le comte palatin Louis-Philippe de Palatinat-Simmern (mort en 1655), fils de Louise-Juliana d'Orange-Nassau.

## Généalogie

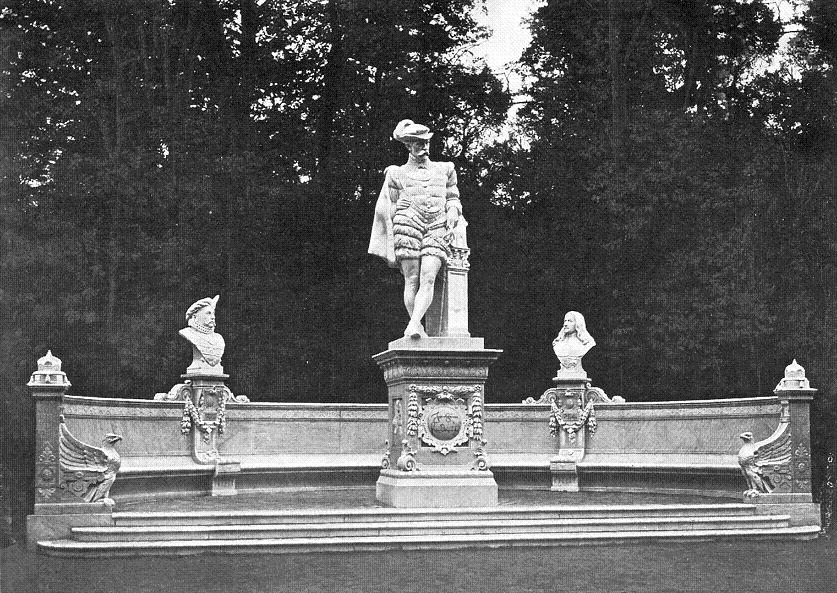
Monument dédié à Joachim-Frédéric à Berlin, allée de la Victoire, détruit en 1945.

Joachim III Frédéric de Brandebourg appartient à la première branche de la maison de Hohenzollern. Cette lignée donna des électeurs au Brandebourg, des rois et des empereurs à la Prusse et l'Allemagne. Il est l'ascendant de l'actuel chef de la maison impériale d'Allemagne, le prince Georges-Frédéric de Prusse.